# 스차하이역

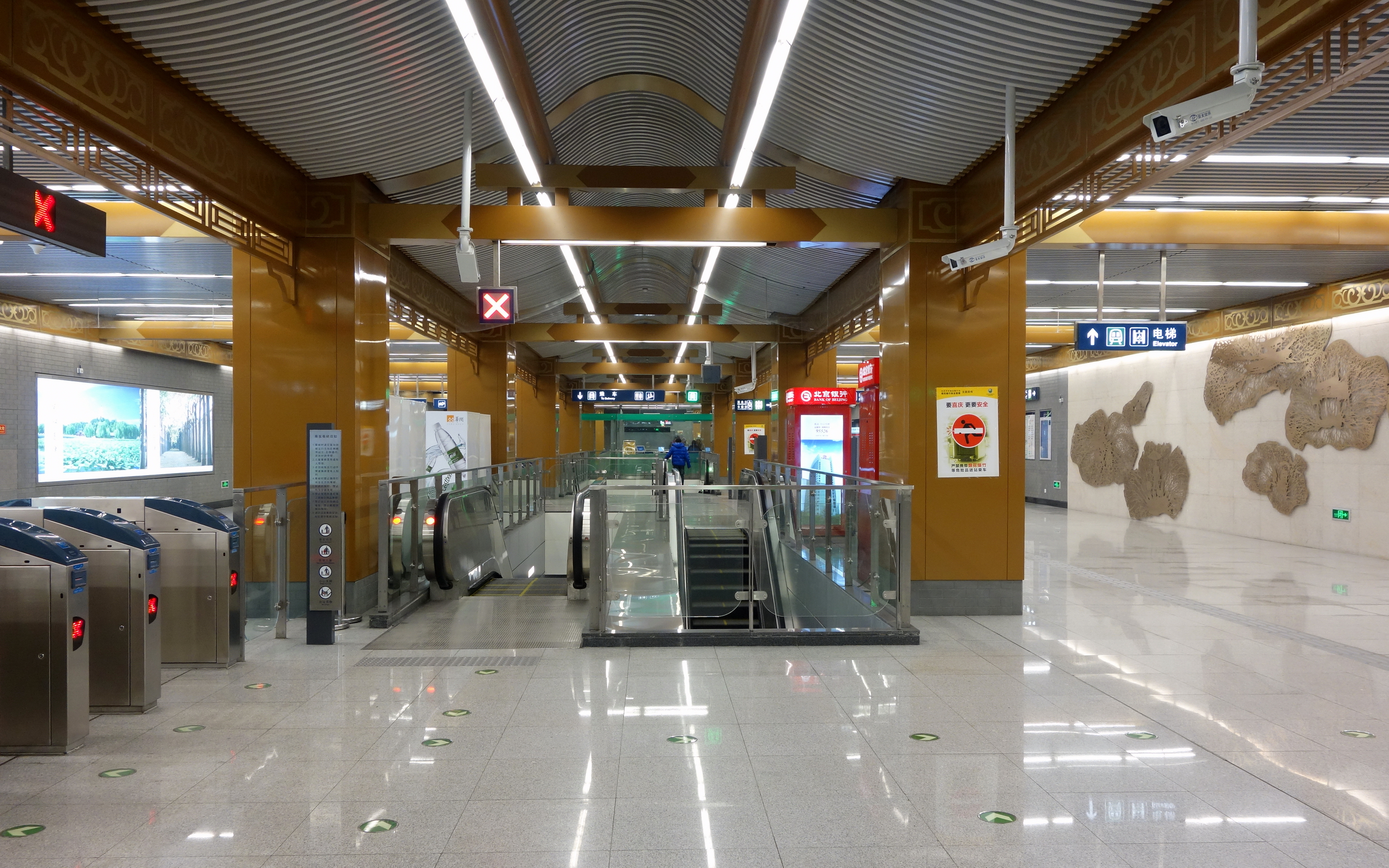
스차하이역 대합실

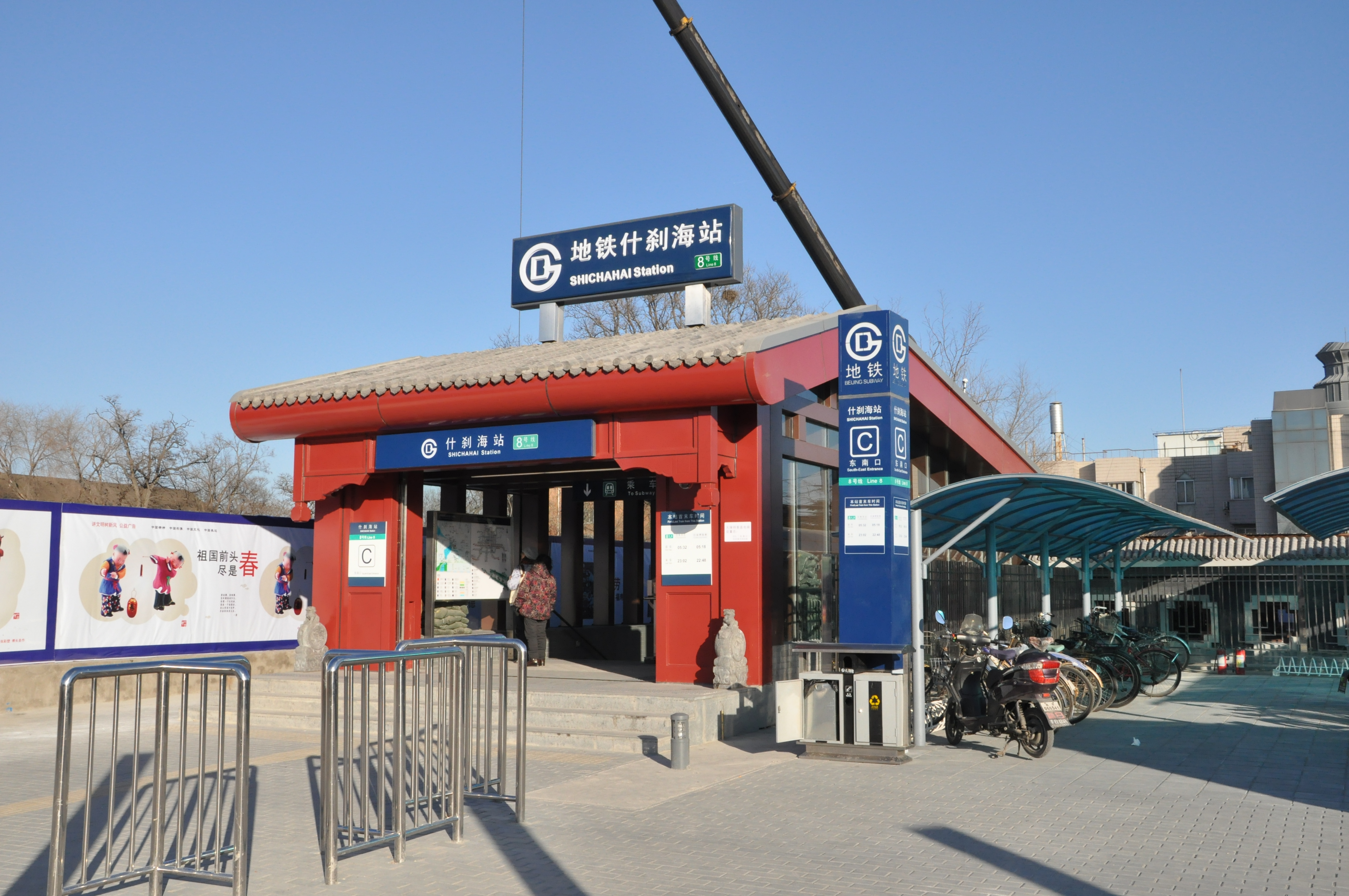
스차하이역 C출구

스차하이역(중국어: 什刹海站)은 중국 베이징시 시청구 스차하이 가도와 둥청구 자오다오커우 가도 접경의 디안먼 외대가 및 마오얼 후퉁 교차로 북쪽에 위치한, 베이징 지하철 8호선의 지하철역이다. 역명은 현지지명 “스차하이(什刹海)”에서 따왔다. 2013년 12월 28일 8호선 남측연장 2단계 개통과 함께 개장했다. 개통되었다.

## 위치
스차하이역은 스차하이 동쪽 더안먼 외대가(남북방향) 동쪽 지하에 남북방향으로 배치되어 있다.

## 역 구조

### 층별 구조

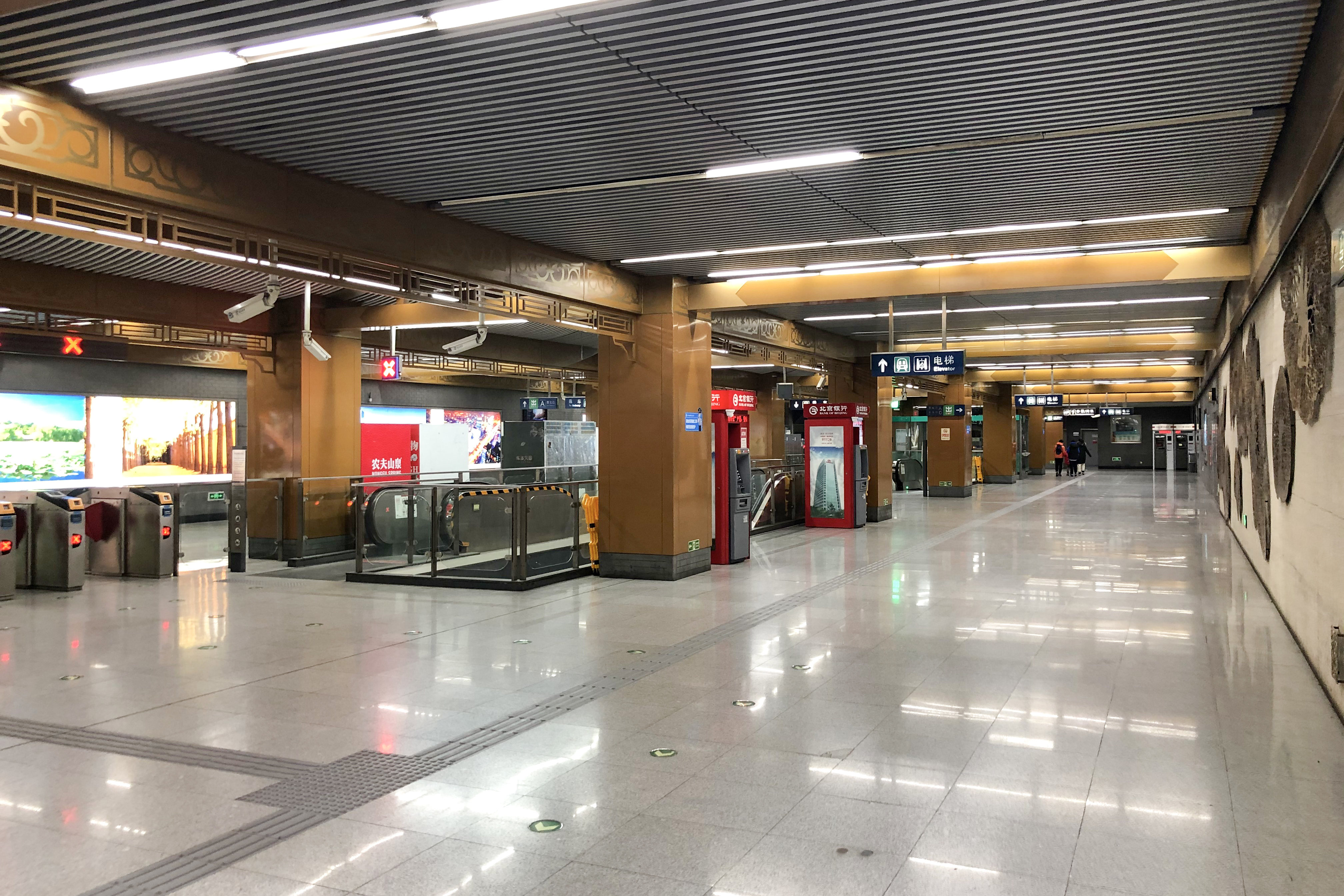
스차하이역 대합실 (2021년 1월)

지하 3층역인 스차하이역은 지하 1층에 대합실, 지하 1층과 지하 2층 사이의 중2층(승객은 들어갈 수 없다)을 설비소로 하고 지하 2층은 8호선 승강장, 주공간은 2열 3경간 구조로 설계하였으며, 승강장은 폭 12 m의 섬식 승강장으로 이루어졌다. 역 공사의 총 길이는 146.6m다. 중앙 천판은 약 2.5m의 흙으러 덮었다.
| 지면층          | 지면                            | A-C출구                            |
| 지하 1층        | 대합실                          | 보안검색대, 매표기, 고객센터       |
| 지하 2층 승강장 | ←                               | ■ 8호선 주신좡 방면 (구러우다제)   |
| 지하 2층 승강장 | 섬식 승강장, 왼쪽 출입문이 열림 |                                    |
| 지하 2층 승강장 | →                               | ■ 8호선 중국미술관 방면 (난뤄구샹) |

### 출구
본역에 A(북서쪽)와 C(남동쪽)의 두 출구가 있다.
|                         |                                           |                                                                                      |      |             |
| 출구                    | 지시                                      | 출구 인근                                                                            | 사진 | 무장애 시설 |
| 出口 · A · 1            | 더안먼 외대가 (地安门外大街)              | 더안먼 외대가(서측), 중국우정, 야얼후퉁 초등학교, 화신묘(火神庙)                     |      |             |
| 出口 · A · 2            | 더안먼 외대가 (地安门外大街)              | 더안먼 외대가(서측), 중국우정, 야얼후퉁 초등학교, 화신묘(火神庙)                     |      |             |
| 出口 · C                | 더안먼 외대가(동측) (地安门外大街（东侧） | 더안먼 외대가(동측), 베이징 5중학교 분교, 마오얼후퉁 초등학교, 헤이즈마후퉁 초등학교 |      |             |
| 아이콘 설명: 엘리베이터 |                                           |                                                                                      |      |             |

## 장식물
베이징의 전통 고건축 양식에 가까운 스차하이역의 내부 디자인은 베이징 전통시장의 회색조와 청벽돌의 질감을 배경으로 노란색 장식요소를 돋보이게 하고, 베이징 전통건축의 부재와 문양을 현대적 재료와 기법으로 표현하는 것을 주요 장식으로 한다.
역청 벽면에는 스테인리스 스틸의 티타늄 도금 소재로 만든 “추하영상(秋荷映像)”이라는 공공예술 디자인이 있다.
|  |

## 인접역
| 베이징 지하철 8호선    | 베이징 지하철 8호선   | 베이징 지하철 8호선      |
| ---------------------- | --------------------- | ------------------------ |
| 구러우다제 주신좡 방면 | ■ 베이징 지하철 8호선 | 난뤄구샹 중국미술관 방면 |